# Rolly Tasker
Rolland Leslie "Rolly" Tasker (21 de março de 1926 — Perth, 22 de junho de 2012) foi um velejador australiano, medalhista olímpico. Ele competiu nos Jogos Olímpicos de Verão de 1956 na classe 12 m² Sharpie e conquistou a medalha de prata, ao lado de John Scott.
De 1969 a 1985, Tasker dominou as corridas oceânicas na Austrália Ocidental com cinco iates irmãos, todos chamados Siska. Na corrida de iates de Sydney a Hobart de 1978, Siska IV teve o status de titular oficial negado por um detalhe técnico. Ele venceu vários outros eventos de corrida oceânica em sua carreira, incluindo honras de linha e primeiro lugar na Queen Victoria Cup em Cowes. Tasker foi introduzido no Hall dos Campeões da Austrália Ocidental em 1986 e no Hall da Fama do Esporte Australiano em 1996. Ele se tornou membro da Ordem da Austrália em 2006 por seus serviços à vela.